# حق النساء في التصويت في اليابان

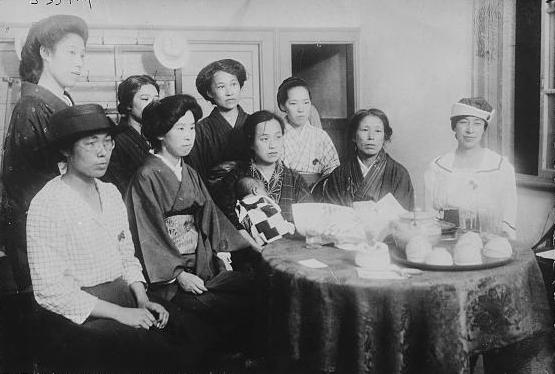
اجتماع لناشطات حق النساء في التصويت في طوكيو

يعود حق النساء في التصويت في اليابان في بداياته إلى الدمقرطة الناجمة عن إصلاح مييجي، والمترافقة مع زيادة الاهتمام بحركة المطالبة بحق التصويت خلال فترة تايشو. أُلغي حظر النساء من الاجتماعات السياسية في عام 1922، بعد مطالبات من منظمات نسائية قادتها ناشطات مثل هيراتسوكو رايتشو وإيشيكاوا فوساي. عانت الحركة عوائق كبيرة خلال فترة الكساد الكبير وبعدها، عندما بدأ يتراجع دعم الديمقراطية، وازداد التأثير العسكري على المدنيين بشكل كبير. لم يدخل دستور ما بعد الحرب لليابان حيز التنفيذ حتى عام 1947، وحينها تأسس حق التصويت فيها.

## نبذة تاريخية
بعد إصلاح مييجي في عام 1868، بدأ مفهوم حقوق الإنسان والحق العالمي في التصويت يترسخ في اليابان. خلال نهايات القرن التاسع عشر، دعا المناصرون الأوائل لحقوق النساء إلى الإصلاحات في المجتمع الأبوي الذي يضطهد النساء، لا إلى الإدماج السياسي أو حقوق التصويت فقط. كانت المطالبة بتعليم النساء ذات أهمية كبرى بالنسبة للحركة النسوية الأولى. اعتقد صناع السياسة أن ذلك كان ضروريًا من أجل الحفاظ على الدولة، إذ إنه سيجهز الفتيات ليصبحن زوجات أكثر فاعليةً، وأمهاتٍ قادراتٍ على تربية أبناء وطنيين ومجتهدين.
على الرغم من أن صُنّاع السياسة لم يكن لديهم الدوافع ذاتها التي تمتلكها مناصرات حقوق المرأة في مطالبتهم بتعليم المرأة، فقد فتح توافر التعليم الباب لتطوير النساء أكثر في المجتمع الياباني. قُبلت فكرة أن تصبح النساء أفرادًا متمكنين وحكماء، سواءً في القوة العاملة أو التعليم، كمفهوم جديد، إلى جانب ارتباطها بالأمومة الخالصة والنقية. شهدت نهاية القرن التاسع عشر أيضًا النضال من أجل حماية النساء من العادات الثقافية الأبوية. لطالما عرضتهنّ ممارسات مثل الدعارة وتعدد الزوجات للأذى، وخصوصًا بسبب الأمراض المنقولة جنسيًا.

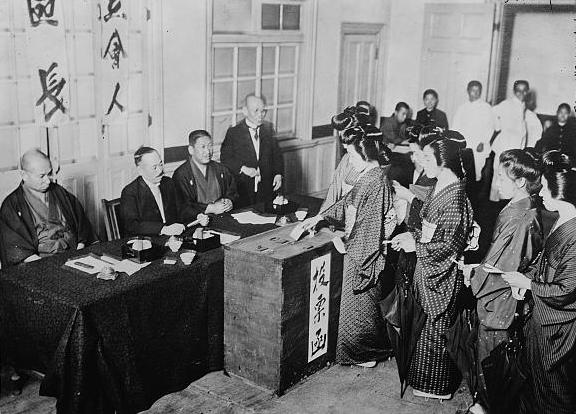
نساء يابانيات يمارسن حقهن بالتصويت خلال فترة تايشو.

بدأت النسويات بمعارضة حصرية التمتع بالحقوق المدنية للرجال واستبعاد النساء من السياسة. مُنعت النساء في اليابان وفقًا للقانون من الانضمام إلى الأحزاب السياسية، والتعبير عن آرائهن السياسية، وحضور الاجتماعات السياسية. بحلول عام 1920، كان النضال من أجل إدماج النساء السياسي في مقدمة أهداف حركة المطالبة بحق التصويت، وفي عام 1921، ألغى البرلمان الياباني المادة الخامسة من قانون أمن الشرطة، وذلك بمنح النساء الحق في حضور الاجتماعات السياسية.
لم يُعدّل على حظر انخراط النساء في الأحزاب السياسية، إذ شعر العديد من أعضاء البرلمان بأنه من الأنانية أن تتخلى النساء عن عائلاتهن من أجل الحكومة. بقيت النسويات مُصرّات على النضال من أجل المساواة السياسية. أُسست رابطة حق النساء في التصويت في عام 1924، وهو العام ذاته الذي سنّت فيه الحكومة اليابانية قانون حق التصويت للرجال، دون توسيع نطاقه ليشمل النساء.
بعد أن مُنحت النساء حق المشاركة في المجالس السياسية، أصبحت هناك زيادة كبيرة في عدد المجموعات المهتمة بمصالح النساء. بدأت مجموعات الخريجات الجامعيات، والمجموعات المسيحية التبشيرية، ومجموعات أخرى مساعدة للنساء، بالظهور خلال فترة ما بين الحربين. بعد أن ضرب زلزال هائل طوكيو في عام 1923، انضمت ممثلات من 43 منظمة من هذه المنظمات إلى القوات، ليشكلن فيدرالية طوكيو للمنظمات النسائية (طوكيو رينغو فوجينكي). أُسست الفيدرالية لتكون إغاثةً في حالات الكوارث، بهدف مساعدة أولئك المتضررات من الزلازل؛ لكنها استمرت لتصبح واحدة من أكبر المجموعات النسائية الناشطة في ذلك الوقت.
انقسمت فيدرالية طوكيو للمنظمات النسائية إلى خمس مجموعات تابعة: المجتمع، والحكومة، والتعليم، والعمل، والتوظيف، وذلك من أجل معالجة المشاكل التي تتعرض لها النساء. كان القطاع الحكومي غالبًا أكثرها أهميةً، إذ أنشأ رابطة العمل على الحصول على حق النساء في التصويت (فوجين سانسيكن كاكتوكو كيسي دومي)، وسُميت لاحقًا رابطة المطالبة بحق النساء في التصويت (فوسن كاكتوكو دومي)، التي أصبحت أكثر منظمات دعم النساء وضوحًا ونفوذًا في ذلك العصر. نشرت مجموعة الحكومة التابعة بيانًا تتحدث فيه عن الإساءة التي تعرضت لها النساء اليابانيات وكيفية تصحيحها:
1. من واجبنا التخلص من الأعراف التي وُجدت في هذه البلد، على مدى الألفين وستمئة عام المنصرمة، وبناء يابان جديدة تعزز الحقوق الطبيعية للرجال والنساء؛
2. من الظلم استثناء النساء من حق التصويت الدولي، لأنهن يلتحقن بالمدارس العامة مع الرجال على مدى نصف قرن منذ بداية فترة مييجي، وفرصتنا في تعليمٍ أعلى أصبحت أكبر؛
3. الحقوق السياسية ضرورية من أجل حماية ما يقارب أربعة ملايين امرأة عاملة في هذا البلد؛
4. يجب الاعتراف بالمرأة التي تعمل في منزلها أمام القانون، من أجل تحقيق كامل إمكاناتهن البشرية؛
5. لا يمكننا الحصول على اعتراف شعبي بدون الحقوق السياسية سواءً على المستوى الوطني أو على المستوى المحلي للحكومة؛
6. من الممكن ومن الضروري جمع النساء من أديان ومهن مختلفة في حركةٍ، من أجل الطالبة بحق النساء في التصويت.[6][7]

واصلت الرابطة، إلى جانب عدد من المجموعات الأخرى، النضال من أجل تحقيق الإدماج السياسي والاجتماعي، بالإضافة إلى الحماية القانونية من التقاليد الأبوية التي استمرت في اليابان. مُنحت النساء أخيرًا حق التصويت في عام 1947، بعد دخول دستور صاغته الولايات المتحدة حيز التنفيذ واستعادته تأثيرَ النظام الديمقراطي لليابان.

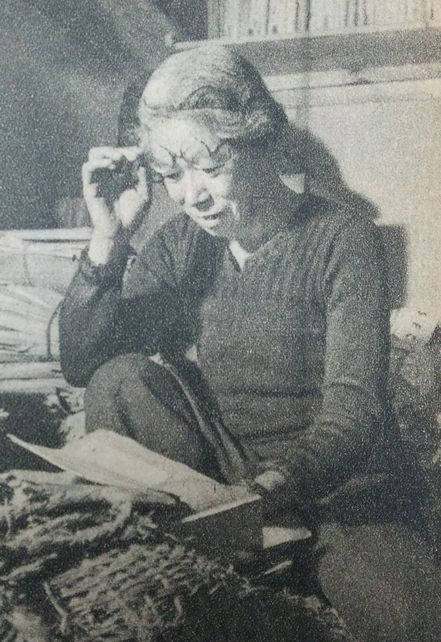
فوزاي إيشيكاوا عام 1947

## شخصيات بارزة
- شيديو كيتو: (1897-2001) باعتبارها عضوًا في الحزب الاشتراكي الياباني، كانت شيديو كيتو أول عضو مُنتخب في البرلمان الإمبراطوري. أمضت معظم حياتها تكافح من أجل حقوق النساء الإنجابية والسياسية. اشتُهرت بإلغائها زواجَها والزواج مرة أخرى، وهو أمر كان من النادر جدًا أن تفعله النساء في ذلك الوقت.
- فوزاي إيشيكاوا: (1893-1981) مُناصرة لحقوق النساء السياسية. ركزت إيشيكاوا معظم جهودها على حصول النساء على حق المشاركة في عملية التصويت وفي الأحزاب السياسية. ساعدت مع هيراتسوكا رايشو في تأسيس جمعية المرأة الجديدة، وامتدت مشاركتها إلى جمعية الصحافة الوطنية ورابطة المطالبة بحق النساء في التصويت (فوزين كاكوتوكا دومي). سافرت إيشيكاوا إلى الولايات المتحدة بعد فترة قصيرة من الحرب العالمية الأولى، ولاحظت التقدم الذي أحرزته النساء الأمريكيات، مثل ما قدمته أليس بول في النضال من أجل المساواة والحقوق السياسية. عادت إلى اليابان، وظلت صوتًا صريحًا للمطالبة بحقوق النساء، وانتُخبت لعضوية مجلس المستشارين في خمسينيات القرن العشرين.
- شيغيري ياماتاكا: (1899-1977) عملت بجوار إيشيكاوا في رابطة المطالبة بحق النساء في التصويت. بعد الحرب العالمية الثانية، انتُخبت مرتين لعضوية مجلس الاستشاريين، المجلس الأعلى للبرلمان الياباني، وكانت رئيسة الفيدرالية الوطنية للمنظمات النسائية الإقليمية، شيفورين، حتى وفاتها في عام 1977.
- هيراتسوكو رايتشو: (1886-1971) مُناصرة لحقوق النساء، وكانت شخصية بارزة في تأسيس جمعية المرأة الجديدة، أو شين فوجين كيوكاي، في عام 1919. كانت هيراتسوكا معروفة باعتقادها أن اكتساب حقوق الإدماج في جميع جوانب المجتمع الياباني يجب أن يكون ثانويًا بالنسبة لتوحيد النساء في صف واحد.